# Darguina
Darguina (en Tasahlite: iderginen), est une commune de la wilaya de Béjaïa, région de Kabylie, en Algérie. Elle est distante d'environ 45 km de Béjaïa.
Sa population est de 14 146 habitants, selon le recensement de 2008.

## Géographie
|           | Souk El Ténine        | Melbou    |
| Taskriout | Darguina              | Tamridjet |
| Kherrata  | Oued El Barad (Sétif) |           |

### Lieux-dits, quartiers et hameaux
Outre son chef-lieu Darguina-centre, la commune de Darguina est composée des localités suivantes : Imougal, Baltsa, Ait Rouni, Tighremt, Aguemoun, Tigheza, Ighzer Ouftis, Ait Slimane, Isselane, Aït Mitt, Ait Attik, Tadergount, Amridj, Ait Anane et Ait Boudjit.

## Démographie
La ville compte 14 000 habitants.

## Économie
Une usine hydroélectrique d'une puissance de 71,5 MW est installée sur le territoire de la commune.